# 網走運動公園
網走運動公園（あばしりうんどうこうえん）は、北海道網走市にある公園。

## 概要
陸上競技選手や各種競技チームなどが合宿のために利用しているほか、網走市営陸上競技場では『ホクレンディスタンスチャレンジ』を開催している。

積雪期には陸上競技場の周囲に約600mの歩くスキーコースが整備され、用具の無料貸し出しも行われる。

## 施設
網走市総合体育館
第1体育室（1,634m² 43m×38m）、第2・第3体育室（392m² 14m×14m 2面）、第4体育室（135m²）
第1トレーニング室（196m² 14m×14m）、第2トレーニング室（97.2m² 10.8m×9m）、観客席（2階）
網走市民健康プール
日本水泳連盟公認25mプール
競泳プール（25m×15m 水深1.4m 7コース）、児童プール（9.5m×8m 水深0.8m）、多目的プール（14m×7.75m 水深1.05m 手摺付きスロープ有）、ジャグジー（20.25m² 水深0.6m）
多目的ルーム（211.85m² フローリング床）、採暖室、更衣室、シャワー室、多目的更衣室（シャワー有）、多目的トイレ、受付ロビー、2階休憩スペース
網走市営野球場
ナイター照明有
すぱーく網走
建築面積1,478.75m²、延床面積1,181.17m²、人工芝（オムニ）コート（15m×20m 2面）
休憩室、更衣室、トイレ、事務室
網走市営陸上競技場
日本オリンピック委員会（JOC）認定競技別強化センター（長距離競歩）、日本陸上競技連盟第3種公認
トラック：全天候型舗装（ウレタン系）400m、メインスタンド側9レーン、曲線・バックスタンド側8レーン
跳躍場：全天候型舗装（ウレタン系）、走幅跳助走路2レーン、三段跳助走路2レーン、棒高跳助走路1レーン、走高跳助走路4ヶ所
投てき場：砲丸投サークル2ヶ所、円盤投・ハンマー投サークル2ヶ所、やり投助走路（全天候型舗装）2ヶ所
障害池（男女兼用）1ヶ所、写真判定塔（S造4階建 4階カメラ室）
インフィールド（芝生）、スタンド（盛土スタンド）
網走運動公園パークゴルフ場
18ホール（パー66）、距離835m

## 参考資料
- “網走市公園条例”. 網走市例規集.   網走市. 2015年11月11日閲覧。
- “網走市体育施設条例”. 網走市例規集.   網走市. 2015年11月11日閲覧。
- “網走市総合体育館条例”. 網走市例規集.   網走市. 2015年11月11日閲覧。
- “網走市民健康プール条例”. 網走市例規集.   網走市. 2015年11月11日閲覧。
- “網走市屋内ゲートボール場条例”. 網走市例規集.   網走市. 2015年11月11日閲覧。